# في (حرف يوناني)
فـٰي (باليونانية:φι/φῖ) هو الحرف الوحد والعشرون من الأبجدية الإغريقية، يأخذ الحرف شكلين الكبير (Φ) والصغير (φ أو ϕ).
ترمز في في الرياضيات إلى الفراغ وتعطي قيمة الصفر في المجموعات حيث أنَ المجموعة ϕ هي مجموعة جزئية من أي مجموعة كونية وهذه المجموعة لا تحتوي عناصر أي أنها الـ«لا شيء» في المجموعات الرياضية. في الفيزياء الكهربائية ترمز ϕ إلى التدفق الكهربائي للشحنة الكهربائية وتعد ϕ أساسًا في مجموعة علاقات غاوس.
أمَا في الفيزياء الحركية فتعبر ϕ عن ثابت الطور في الحركة الدورانية أو الاهتزازية وهي تعطى قيمة كل زاوية بالتقدير الدائري أو الدرجات على حد سواء. في الهندسة الوصفية والهندسة الرياضية فالحرف في φ يرمز إلى النسبة الذهبية.
في هي نسبة تعادل تقريبا 1.618
-نسبة إناث النحل في الخلية مقسوم علي نسبة ذكور النحل تساوي قيمة في
- النوتي حيوان رخوي من رأسيات الأرجل يقوم بضخ الغاز إلي قوقعه كي يحافظ على قدرته على الطفو في الماء ونسبه قطر كل التفافه اللولبي الي اللولب الذي يليه هي قيمة في، إذا قمت برسم نجمة خماسية ستقسم الخطوط نفسها تلقائيًا إلى أجزاء حسب النسبة المقدسة (في)، المسافة بين قمة الرأس والأرض مقسومة على المسافة بين السرة والأرض تساوي في، المسافة بين الكتف وأطراف الأصابع مقسومة على المسافة بين الكوع وأطراف الأصابع تساوي في، المسافة بين الورك والأرض مقسومة على المسافة بين الركبة والأرض تساوي في.